# Future History
Future History – drugi album studyjny amerykańskiego artysty Jasona Derula, wydany 16 września 2011 roku. Jako kierownik produkcji albumu współpracował z kilkoma producentami muzycznymi, między innymi DJ Frank E, The Fliptones, The Outerlimits, Emanuel Kiriakou, RedOne, Jai Marlon oraz częstego współpracownika J.R. Rotem.

## Lista utworów
Edycja standardowa
| #   | Tytuł                 | Słowa | Produkcja                                             | Czas |
| --- | --------------------- | --- | ----------------------------------------------------- | ---- |
| 1.  | "Don't Wanna Go Home" | Jason Desrouleaux, Chaz Mishan, David Delazyn, William Attaway, Irving Burgie, Allen George, Fred McFarlane              | McFarlaneThe Fliptones, Tim Roberts, Heather Jeanette | 3:26 |
| 2.  | "It Girl"             | Desrouleaux, Emanuel Kiriakou, E. Kidd Bogart, Lindy Robbins                                                             | Emanuel "Eman" Kiriakou                               | 3:12 |
| 3.  | "Breathing"           | Desrouleaux, Jacob Luttrell, Lauren Christy, Julian Bunetta, Krassimir Tsvetano Kurkchiyski, Shope Trad, Folksong Thrace | DJ Frank E                                            | 3:54 |
| 4.  | "Be Careful"          | Desrouleaux, Jonathan Rotem, Claude Kelly                                                                                | J.R. Rotem, Kelly                                     | 3:34 |
| 5.  | "Make It Up as We Go" | Desrouleaux, Mishan, Delazyn                                                                                             | The Fliptones, Desrouleaux                            | 3:10 |
| 6.  | "Fight for You"       | Desrouleaux, Steve Hoang, David F. Paich, Jeffrey T. Porcaro                                                             | RedOne, BeatGeek, Geo Slam                            | 4:02 |
| 7.  | "Pick Up the Pieces"  | Desrouleaux, Josh Walker, Olivia Waithe, Tiffany Fred, Michael McGregor, Peter King, Lee Monteverde, Kelly Sheehan       | Monteverde, Kelly Sheehan J.R. Rotem, JD Walker       | 3:34 |
| 8.  | "Givin' Up"           | Desrouleaux, Mishan, Delazyn                                                                                             | The Fliptones                                         | 3:50 |
| 9.  | "Bleed Out"           | Desrouleaux, Kara DioGuardi, Mike Caren                                                                                  | DJ Frank E                                            | 4:08 |
| 10. | "That's My Shhh"      | Desrouleaux, Terius Nash, Carlos McKinney                                                                                | Carlos "Los" McKinney, Nash, Pat Thrall               | 4:21 |
| 11. | "X"                   | Desrouleaux, Mishan, Delazyn, Sidney Swift, Alexander C. Goodwin, David Malcolm, Monea William Stewart                   | The Fliptones, The Outerlimits                        | 3:32 |
| 12. | "Dumb"                | Desrouleaux, Rotem, William Jordan, Clemie Penton, Frank Romano                                                          | J.R Rotem, Romano                                     | 3:50 |

Edycja deluxe
| #   | Tytuł           | Słowa | Produkcja     | Czas |
| --- | --------------- | ----- | ------------- | ---- |
| 13. | "Overdose"      |       | The Fliptones | 3:19 |
| 14. | "Give It to Me" |       | The Fliptones | 3:24 |